# Líder parlamentario
Líder parlamentario es un título político o un término descriptivo utilizado en varios países para designar a la persona que lidera un grupo parlamentario o caucus en un órgano legislativo, ya sea una legislatura nacional o subnacional. En la mayoría de las democracias parlamentarias, es el diputado de mayor rango de su partido.
Un líder de partido puede ser la misma persona que el líder parlamentario, o ambas funciones pueden estar separadas.

## Terminología
En muchos países, el cargo de líder de un partido político (es decir, el líder organizativo) y el de líder de un grupo parlamentario son cargos distintos, y aunque a menudo los ocupa la misma persona, no siempre o automáticamente es así. Si el líder del partido es miembro del gobierno, ocupa un cargo político distinto fuera del órgano parlamentario en cuestión, o no ocupa ningún cargo político, el cargo de líder parlamentario suele recaer en una persona distinta.

## Ejemplos

### Australia y Nueva Zelanda
En la política australiana y neozelandesa, la figura del partido comúnmente descrita como «líder» suele ser un diputado responsable de la gestión de los asuntos del partido en el Parlamento. Las constituciones de los partidos suelen distinguir entre el líder parlamentario y el líder organizativo (que suele estar fuera del parlamento), y este último suele denominarse «presidente federal» o «presidente del partido». Ambas funciones son distintas desde el punto de vista organizativo, aunque se espera una estrecha cooperación.

### Canadá
En la política canadiense, se elige a un líder parlamentario para dirigir su grupo en un órgano legislativo, ya sea la Cámara de los Comunes o una legislatura provincial. Actúan como líderes legislativos interinos, cuando el líder de un partido no tiene escaño en el órgano legislativo, durante un periodo de transición que precede o sigue a una contienda por el liderazgo.

### Reino Unido
En la política británica, el líder de un partido suele ser la misma persona que el líder parlamentario. El líder puede no controlar totalmente la burocracia del partido. El líder puede ser elegido por los miembros del Parlamento de entre ellos, o elegido por los miembros del partido en general en una conferencia del partido, pero una vez elegido debe conservar el apoyo del partido parlamentario. Del mismo modo, el cargo de primer ministro puede recaer en el líder parlamentario (el líder del partido, en el caso de los dos grandes partidos) del mayor partido político del parlamento, con la expectativa de que sea capaz de obtener y conservar la confianza de la mayoría de los diputados.
Algunos partidos más pequeños tienen líderes parlamentarios en el parlamento nacional (en Westminster) que son independientes de los líderes del partido; el líder del partido puede ocupar un cargo en un parlamento o asamblea descentralizada (subnacional). El líder del Partido Nacional Escocés  es Humza Yousaf, que ejerce de primer ministro de Escocia y no ocupa escaño en Westminster. El grupo parlamentario del Partido Nacional Escocés en el Parlamento de Westminster está dirigido por el diputado Stephen Flynn.